# Kumrovec
Kumrovec es un municipio de Croacia en el condado de Krapina-Zagorje, cercana a la frontera con Eslovenia. En esta localidad nació el expresidente yugoslavo Josip Broz Tito, en una casa campestre que ahora es parte del Museo Etnológico Staro Selo (Pueblo viejo).

## Geografía
Kumrovec se encuentra a una altitud de 219 m s. n. m. a 61.5 km de la capital nacional, Zagreb.

## Demografía
En el censo 2011, el total de población del municipio fue de 1618 habitantes, distribuidos en las siguientes localidades:
- Donji Škrnik - 171
- Dugnjevec - 68
- Kladnik - 156
- Kumrovec - 269
- Podgora - 45
- Ravno Brezje - 219
- Razdrto Tuheljsko - 100
- Razvor - 203
- Risvica - 282
- Velinci - 105

## Casa natal de Tito
El museo al aire libre, que empezó a construirse en 1977, consta de 18 casas y unas 40 construcciones agrícolas vecinas a la casa de nacimiento de Tito, muchas de ellas de madera, con la construcción típica de finales del siglo XIX y principios del siglo XX que han sido restauradas, incluyendo enseres de la vida diaria, maquinaria agrícola, hornos panificadores, telares, herrerías, etc., mostrando el estilo de vida rural de aquella época en la región. Staro Selo es el mayor museo etnológico al aire libre de Croacia.
Esta localidad, a pesar de sus reducidas dimensiones, se forjó cierto renombre dentro de la antigua Yugoslavia, ya que el Museo en memoria del Mariscal Tito, abierto en 1953 en su casa natal - una construcción de 1860, que fue la primera casa en ladrillo de Kumrovec -, se convirtió en parada habitual para todos aquellos de paso por la zona.